# Taveta syrinx
Taveta syrinx är en fjärilsart som beskrevs av Fawcett 1916. Taveta syrinx ingår i släktet Taveta och familjen nattflyn. Inga underarter finns listade i Catalogue of Life.